# Lattenrichter

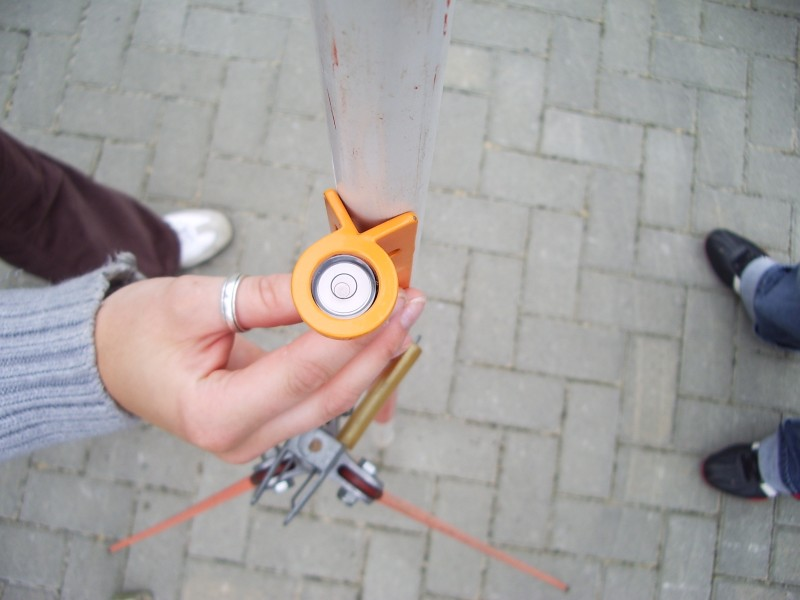
Lattenrichter

Der Lattenrichter ist ein Instrument in der Vermessungskunde. Mit seiner Hilfe stellt man zum Beispiel eine Nivellierlatte (daher der Name) oder einen Fluchtstab lotrecht. Er besteht aus einer Dosenlibelle, die an einem etwa 11 cm langen Winkeleisen angebracht ist. Eine Dosenlibelle ist ein Glasgefäß, dessen Deckfläche innen kugelförmig ausgeschliffen ist. In der Mitte ist in der Regel eine konzentrische Kreismarke zum Einspielen der Libellenblase eingeätzt. Dosenlibellen dienen der Grobhorizontierung. 